# Období Jajoi

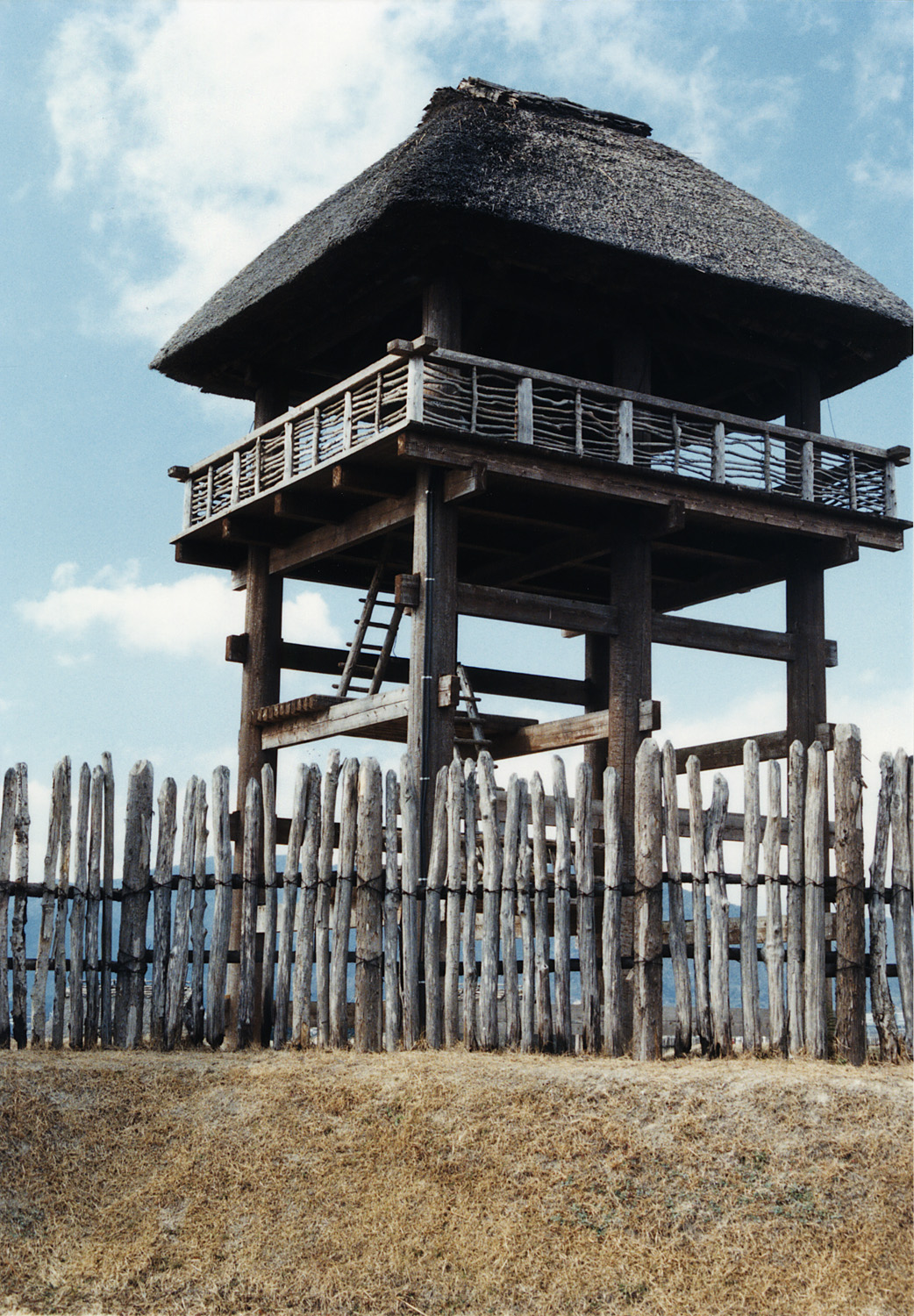
Rekonstrukce strážní věže z období Jajoi v Jošinogari

Období Jajoi (japonsky: 弥生時代, Jajoi džidai) je japonské prehistorické období následující po období Džómon a trvající přibližně od roku 300 př. n. l. až do roku 300 n. l.
Název období je odvozen od tokijského předměstí Jajoi, kde se poprvé v roce 1884 našla pro tuto dobu charakteristická keramika. Japonsko tehdy vstoupilo zároveň do doby železné i bronzové, protože znalost zpracování obou kovů sem byla z kontinentu přinesena současně. Vliv na formování nové kultury měla pokročilejší kultura čínská. Tato vyspělá kultura se postupně integrovala do méně vyzrálé kultury Japonska, jíž se přizpůsobila.
Z Číny byly dovezeny nové rostliny (moruše) a vzniklo zde tkalcovství. Korejští přistěhovalci přinesli způsoby zemědělství, zvláště pěstování rýže. Byl vybudován kompletní zavlažovací systém v povodí řeky Abe.
Jedním z typických kovových výrobků byly zvony dótaku (銅鐸) vyráběné z poměrně tenkého bronzu a bohatě zdobené. Nejstarší nalezené dótaku pocházejí z 2. nebo 3. století, což odpovídá konci období Jajoi. Byly zřejmě používány jako symboly moci a při náboženských rituálech.

## Keramika
Byla jednodušší než v období Džómon, ale měla dokonalejší provedení, vypalovala se. Keramika byla stále vyráběna ze stočených provazců hlíny, ale mohl již být používán primitivní kruh. Je známo 5 druhů keramiky.
Typické pro tuto kulturu jsou džbány s dlouhým hrdlem, hluboké mísy, hrnce s širokým ústím a nádoby na vysokých nožkách. Keramika je často zdobena jednoduchými rytými geometrickými vzory.
Lidé kultury Jajoi již měli pohřební keramiku.